# Бігляр
Бігляр, Беклярсай, Бекларсай (узб. Beklarsoy/Бекларсой) — гірська річка (сай) в Кошрабадському районі Самаркандської області і Нуратинському районі Навоїйської області (невелика ділянка по кордону, перед гирлом) Узбекистану, права притока сая (сухого русла) Каламджар.
Річка послідовно змінює назви: у верхів'ї — Устук (узб. Ustuqsoy/Устуқсой), далі — Бігляр, в середній течії — Акчаб (Акчабсай) (узб. Oqchopsoy/Оқчопсой), у нижній - Урганчі (Урганжі) (узб. O'rg'anchi/Ўрғанчі).

## Загальний опис
Довжина сая дорівнює 41 км, площа басейну — 180 км².
Середньобагаторічна витрата води поблизу кишлаку Янгі-Акчаб становить 0,714 м³/с. Річку живлять талі води снігів і дощі. Основний об'єм стоку припадає на весну. Після весняних злив по руслу можуть проходити сильні селі. У літній і зимовий період кількість води в Біглярі зменшується, зазвичай, до повного висихання. Для кишлаку Янгі-Акчаб об'єм стоку за рік дорівнює 22500000 м³, середній модуль стоку — 3,97 л/с·км², шар стоку — 125 см/рік, коефіцієнт мінливості стоку — 0,739 (за час спостережень у 1964—2002 роках). Річний стік для використання на зрошення, за оцінкою, становить понад 13 млн м³.

## Течія річки
Устук бере початок на південному схилі Північного Нуратинського хребта (власне Нуратау). Невеликі водотоки, які формують річку у верхів'ї, мають джерельне походження. Від витоку тече в північно-західному напрямку, далі повертає на південний захід. Нижче на берегах сая є населений пункт Устук. Звідси річка орієнтується в загальному західному напрямку, але утворює за течією безліч вигинів.
У районі злиття з Тікташем біля населеного пункту Наккі водотік отримує назву Бігляр. Далі Бігляр тече на північ від гір Джайляу. Тут на річці побудоване Акчабсайське водосховище. У безпосередній близькості від сучасного резервуара в XVI столітті існувала гребля Абдуллаханбанді, залишки якої збереглися дотепер. Гідротехнічна споруда побудована в найвужчому місці скелястої Ущелини, яке Бігляр утворює вище кишлаку Акчаб.
На ділянці нижче водосховища русло пролягає, загалом, на південний захід, проходячи між кишлаками Акчаб і Янгі Акчаб. Пагорби — адири, які змінили ущелину річки, все більш згладжуються. Звідси починається ділянка течії, де річка пересихає. Тут Бігляр приймає значну ліву притоку Акчаб (сезонно), і далі сам має цю назву (на карті, яку в своїй книзі наводить А. Р. Мухамеджанов, назва Акчабсай використовується для Бігляра і вище за течією, вже за греблею Абдуллаханбанді). Пройшовши по території населеного пункту Ескі Акчаб, сай потім тече в загальному західному напрямку, який зберігає до гирла.
У пониззі по берегах сая послідовно стоять населені пункти Тіллякан (де є невелике водосховище), Джугантепа, Сартсилу, Урганчі, Барак, Сариаул , Сумбул. У районі однойменного кишлаку отримує назву Урганчі. Між Бараком і Субулом русло переходить у яр завширшки 7 і завглибшки 2 м. На кінцевій ділянці топографічні карти Генерального штабу позначають річку як сухе русло.
Поблизу населеного пункту Джилантамгали Урганчі зливається з Саєм (сухим руслом) Каламджар. У джерелах Бігляр може належати до басейну Зеравшана, хоча фактично Каламджар закінчується сліпо.

## Господарське використання
Віддавна річка забезпечувала водопостачання таких кишлаків як Бігляр, Акчаб, Янгі Акчаб. У долині Бігляра збереглася гідротехнічна споруда XVI століття — гребля Абдуллаханбанді.

### Абдуллаханбанді
Гребля — водосховище Абдуллаханбанді являє собою чудовий приклад інженерно-технічної думки в середньовічній іригації. Її побудовано в 1580-х роках за наказом бухарського хана Абдулли-хана II. Залишки греблі вперше відзначив у 1913 році М. О. Димо, який входив тоді до складу Бухарської експедиції, спорядженої Відділом земельних поліпшень Міністерства сільського господарства. У 1957—1962 роках цю історичну пам'ятку дослідив Махандар'їнський археологічний загін Інституту історії та археології Узбекистану під керівництвом Я. Г. Гулямова.
Матеріалом для греблі слугували плити з каменю (сланцю). Будівельники їх скріплювали водостійким будівельним розчином. Довжина дамби поверху дорівнювала 85 м, в основі — 73 м, висота становила 14,5 м. Її товщина східчасто розширювалася за рахунок задньої частини від 4,5 м поверху до 15,3 м в основі, що допомагало краще стримувати напірний тиск води і підвищувало коефіцієнт стійкості на перекидання. Також до складу інженерного комплексу входили водоспуск на щитових затворах (без приводу), донна галерея з вертикальною шахтою і катастрофічний водоскид з відведенням можливих надлишків води в арик вздовж русла річки.
Слід зазначити, що об'єм старовинного водного резервуару був невеликий. За оцінками, сформоване греблею водосховище було завдовжки 1,5 км, завширшки від 75 до 125 м і акумулювало 1-1,2 млн м³ води. Такий об'єм становить не більш як 10 % від річного стоку Бігляра. Проте особливою заслугою середньовічних іригаторів є вибір місцевості для спорудження греблі.
Гідротехнічну споруду звели в найбільш вдалому, найвужчому місці річкового каньйону. Планувальники сучасного Акчабсайського водосховища розташували його греблю практично в тому самому місці, що й Абдуллаханбанді. Геологічні й геофізичні розрахунки показали, що ця точка ущелини одночасно є найміцнішою. Нижче за течією сай двічі перетинається з розломом в земній корі, який, у разі спорудження водного резервуару, міг би становити небезпеку. А. Р. Мухамеджанов приходить до висновку, що будівельники Абдуллаханбанді, з одного боку, володіли порівняно високими технічними знаннями в поєднанні з досвідом, з іншого — володіли глибокими і різнобічними знаннями про місцевість, важливими для гідротехнічного будівництва.

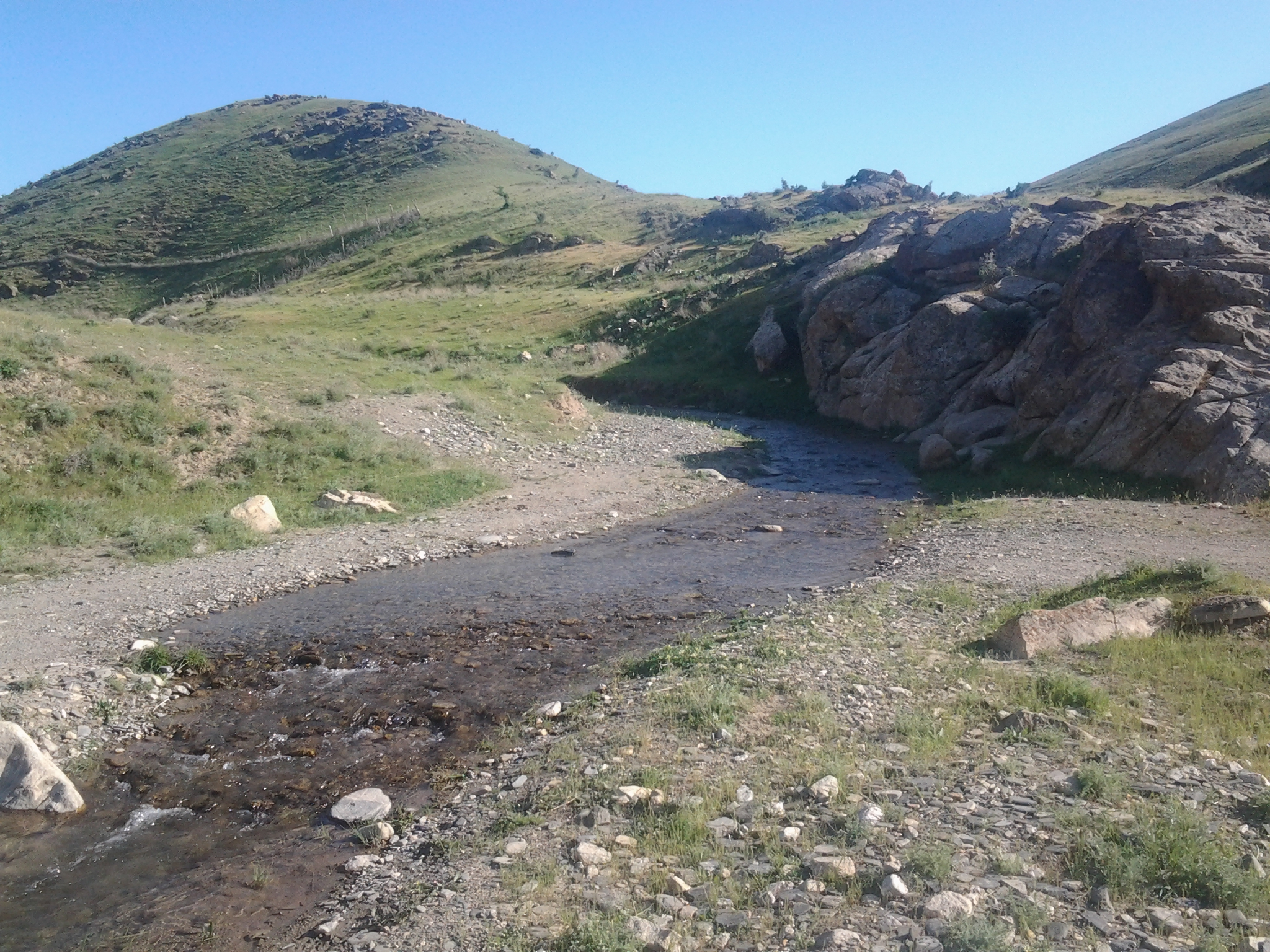
Тікташ, ліва притока Бігляра

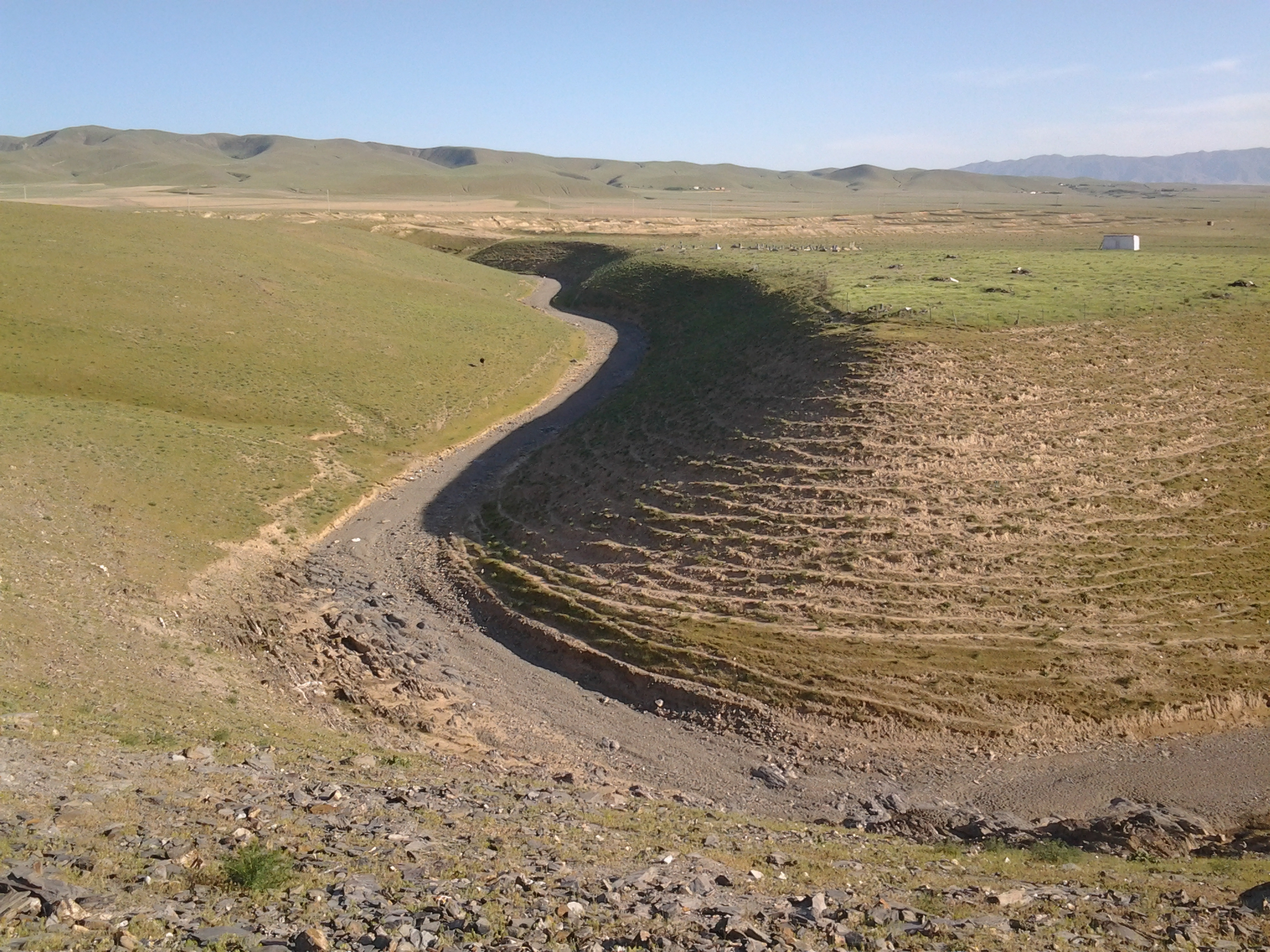
Акчаб, значна сезонна ліва притока Бігляра, яка передала йому свою назву

Водосховище греблі Абдуллаханбанді забезпечувало водопостачання кишлаків Камар, Акчаб, Урганчі, Рабат, Джилантамгали і Сайкечар з прилеглими до них землями , з нього надходила вода на розташовані нижче споруди. У XVI столітті тут зрошувалося в середньому 1-1,2 тис. га земель.
Згодом бурхлива течія бігляра прорвала Абдуллаханбанді. Дотепер збереглося 2/3 дамби, ще одна третина з лівого берега каньйону — повністю знищена.

## Притоки Бігляра
Бігляр має велику кількість приток, однак частина з них має сезонний характер. До числа значних належать (від верхів'я до пониззя): Ангаранно (ліворуч), Найвак (ліворуч), Кушауз (сезонно, ліворуч), Бузуруката (сезонно, ліворуч), Саурак (праворуч), Тікташ (ліворуч), Акчаб (сезонно, ліворуч).